# Silvia Reyes
Silvia Elizabeth Reyes Juarez est une arbitre péruvienne de football née le 7 février 1981 au Pérou.

## Carrière
Silvia Reyes est une arbitre internationale depuis 2007. Elle fait partie des 16 arbitres retenues pour la Coupe du monde de football féminin 2011. Elle a également arbitré la Coupe du monde féminine de football des moins de 17 ans 2008 ainsi que la Coupe du monde féminine de football des moins de 20 ans 2010.